# Viljevo
Viljevo est un village et une municipalité située dans le comitat d'Osijek-Baranja, en Croatie. Au recensement de 2001, la municipalité comptait 2 396 habitants, dont 80,97 % de Croates et 16,74 % de Serbes et le village seul comptait 1 340 habitants.

## Localités
La municipalité de Viljevo compte 7 localités :
- Blanje
- Bockovac
- Cret Viljevski
- Ivanovo
- Kapelna
- Krunoslavlje
- Viljevo